# چارلز او. هالیدی
چارلز او. هالیدی (به انگلیسی: Charles O. Holliday) (زاده ۹ مارس ۱۹۴۸) کارآفرین، بانکدار و مدیر ارشد اجرایی آمریکایی است، که اکنون به‌عنوان رییس هیئت مدیره بنک آو امریکا (بزرگترین بانک ایالات متحده) فعالیت می‌نماید.
وی پیش از این سال‌ها به‌عنوان مدیر عامل اجرایی و رییس هیئت مدیره شرکت دوپونت، عملأ سکان رهبری این شرکت را در دست داشت. هالیدی همچنین پیشینه مدیریت در شرکت نفتی رویال داچ شل را نیز در کارنامه خود دارد.
- en:The New Climate Economy Report#The Global Commission on the Economy and Climate[۳][۴]